# Kulturterrassen in Ödenkirchen

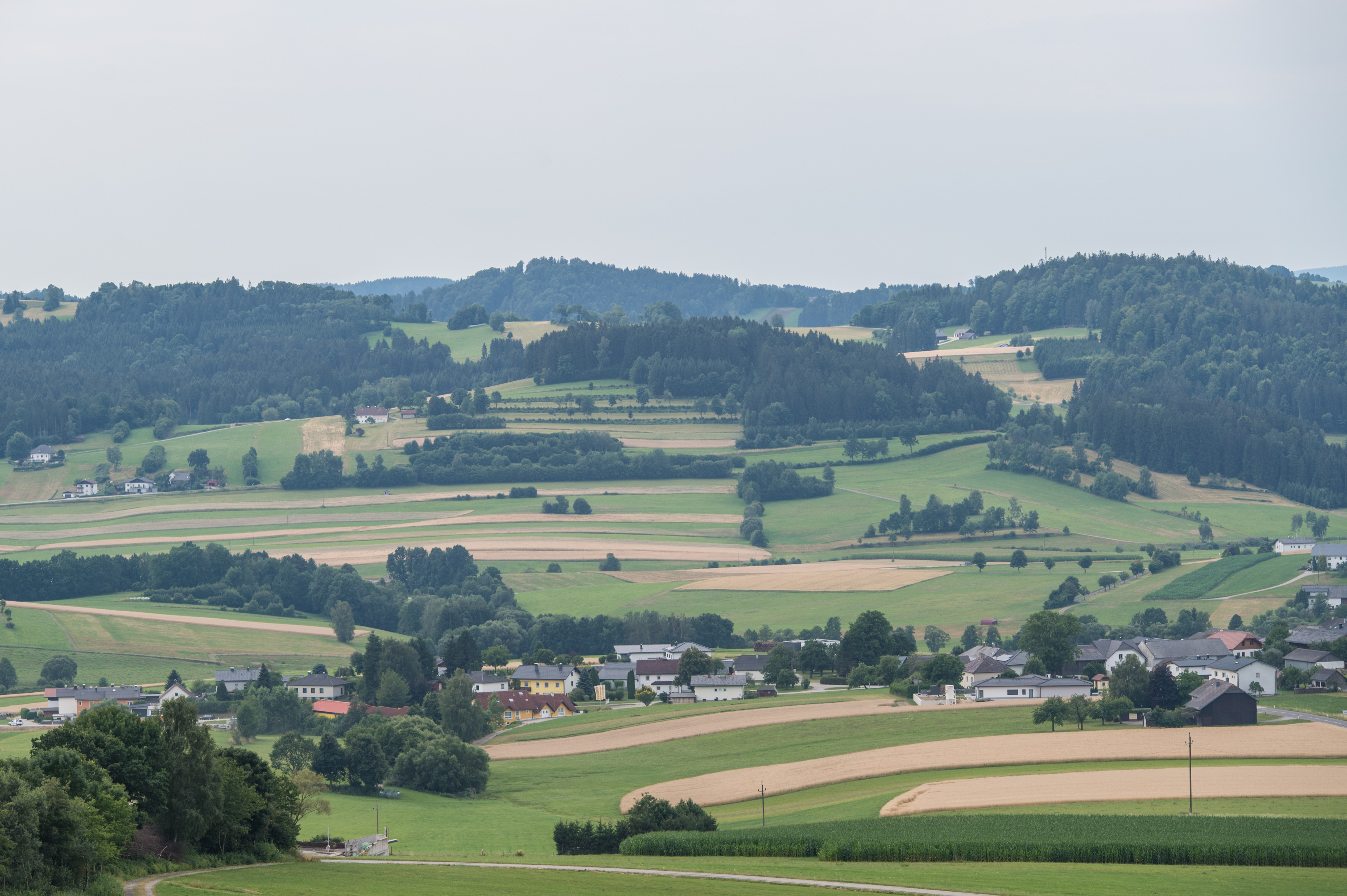
Kulturterrassen in Ödenkirchen

Die Kulturterrassen in Ödenkirchen sind ein Landschaftsschutzgebiet bei der Ortschaft Ödenkirchen in der Gemeinde Ulrichsberg in Oberösterreich.

## Lage und Charakteristik

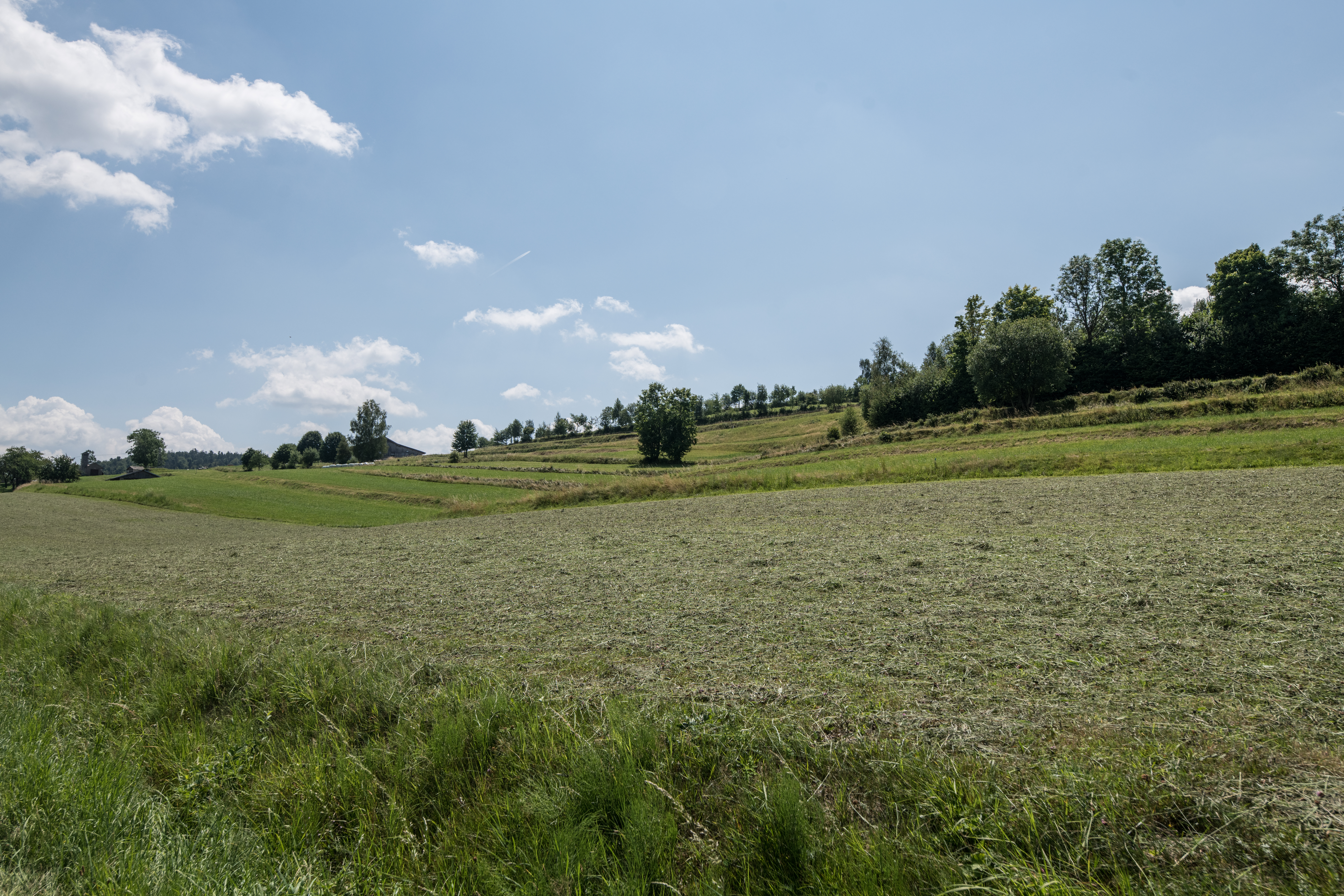
Kulturterrassen westlich des Dorfs Ödenkirchen

Die Kulturterrassen in Ödenkirchen erstrecken sich auf den rechtsseitigen Hängen des Tals der Großen Mühl. Das Dorf Ödenkirchen befindet sich in ihrem Zentrum. Die umliegenden Siedlungen sind Fuchslug im Westen, Kandlschlag im Nordwesten, Mühlwald im Nordosten und der zur Ortschaft Zaglau gehörende Einzelhof Hausteiner im Osten. Der Kandlschlagbach und der Mühlwaldbach fließen durch das Areal.
Die Fläche des Landschaftsschutzgebiets beläuft sich auf 53,4823 Hektar. Es besteht aus fünf nicht direkt miteinander verbundenen Einzelflächen. Das Erscheinungsbild ist durch kleinteilige, oft langgestreckte und verschachtelte Äcker und Wiesen geprägt, die durch kleine Böschungen mit alten Hecken voneinander getrennt sind.

## Geschichte
Seit den 1990er Jahren wurde Versuche zur Erhaltung und Förderung der Kulturterrassen in Ödenkirchen unternommen. Der Einrichtung eines Landschaftsschutzgebiets gingen lange Gespräche mit den als Grundeigentümern betroffenen Bauern voran. Letztlich wurde nicht die vollständige Kulturlandschaft, sondern nur Teile unter Schutz gestellt. Dies geschah durch eine am 30. Mai 2002 in Kraft getretene Verordnung der Oberösterreichischen Landesregierung zur Feststellung als Landschaftsschutzgebiet.

## Pflanzen und Tiere
Die Hecken bestehen vor allem aus Haseln. Beim Dorf Ödenkirchen wachsen Obstbäume und in der Gegend gedeihen Kornblumen. Das Landschaftsschutzgebiet ist Teil der 22.302 Hektar großen Important Bird Area Böhmerwald und Mühltal. Zu den in den Kulturterrassen beobachteten Vögeln zählen Lerchen und Neuntöter.

## Nutzung

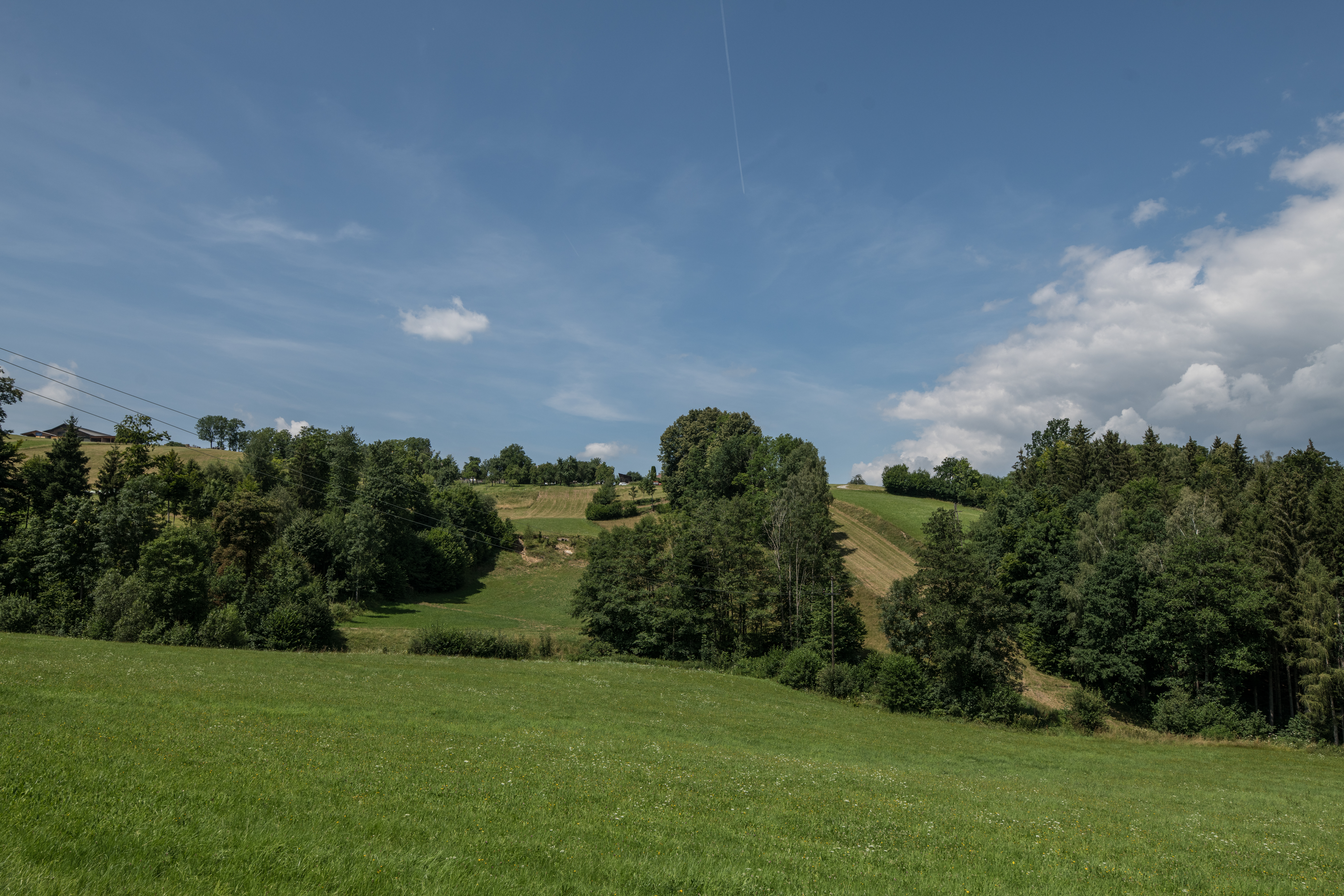
Kulturterrassen südöstlich des Dorfs Ödenkirchen

Die landwirtschaftliche Nutzung gestaltet sich als aufwendig. Die Maschinen müssen auf den schmalen Wiesen und Äckern oft wenden und insgesamt lange Wege zu den Einzelgrundstücken zurücklegen. Die Hecken, deren Holz genutzt wird, müssen regelmäßig beschnitten werden, da sie andernfalls zu hohe Schatten werfen und dem Boden zu viele Nährstoffe entziehen.
Durch die Kulturterrassen führen mehrere kurze Wander- und Spazierwege. Auch die Wanderreitroute Böhmerwald – Große Mühl verläuft durch das Gebiet.